# Runaway (chanson de Bon Jovi)
Pour les articles homonymes, voir Runaway.
Singles de Bon Jovi
She Don't Know Me
(1984)
Runaway est le premier single du groupe de rock américain Bon Jovi. 
Il a été initialement enregistré en 1981 dans les studios Power Station Demos par un groupe connu sous le nom de John Bongiovi & the Rest. Une nuit après un concert, Richie Sambora trouve Jon Bon Jovi dans les coulisses et lui dit qu'il aimerait être le guitariste du groupe. Le guitariste se présente à une répétition et impressionne le leader du groupe. Richie se fait donc sa place au sein de cette nouvelle structure musicale.

## Performance en concert
Durant les premiers concerts du groupe, Jon Bon Jovi laissait un court solo de guitare vers la fin de la chanson au lieu de tenir la note comme en témoigne la performance vintage présentée sur One Wild Night: Live 1985-2001. Ce fait n'est présent que durant les performances live du morceau ayant eu lieu pendant les années 1980.
Après avoir atteint une renommée mondiale à partir de la seconde moitié des années 1980, le groupe délaisse la grande majorité des morceaux issus de leurs deux premiers albums, selon eux pas assez accomplis, pour s'appuyer sur ceux qui ont constitué leur succès. Cependant, Runaway reste une chanson dont ils sont fiers. Depuis plus de 20 ans, c'est la seule chanson des deux premiers albums du groupe à être jouée régulièrement. « Je pense toujours que quelques chansons tiennent bon. Runaway, sans aucun doute », a déclaré Jon Bon Jovi, en 2007, à propos du premier album du groupe.

## Reprises et samples
Le rappeur Tru-NC a publié une version hip-hop mise de la chanson en 2011 avec le même titre. Il raconte l'histoire de Tommy & Gina (les personnages présents dans la chanson Livin on a Prayer) qui se font expulser de leur appartement. 
Le rappeur américain Immortal Technique sample le synthétiseur dans le morceau Young Lords, issu de son album The Martyr (2011).
Le rappeur du Mississippi, Tito Lopez, sample la mélodie sur la chanson Married to the Mob, issue de sa mixtape Tito Be Killing These Bitches 3.
Le groupe de death metal mélodique finlandais Blind Stare a  effectué une reprise qui est disponible sur leur album Symphony of Delusions.

## Dans la culture populaire
- La chanson a été mise en téléchargement le 9 novembre 2010 pour être utilisée dans le jeu vidéo Rock Band 3 dans les deux modes Rythme de base et PRO, qui permette l'utilisation d'une vraie guitare / basse, d'une batterie et d'un synthétiseur[2],[3].
- La chanson a été utilisée sur une publicité télévisée pour MasterCard et dans le film Paul Blart : Super Vigile.
- Une partie de la chanson est entendue pendant une scène du septième épisode de la deuixième saison de la série Stranger Things, diffusée sur Netflix[4].

## Liste des titres
| 1. | (A) Runaway   | 3:54 |
| 2. | (B) Love Lies | 4:08 |

| 1. | (A) Runaway         |  |
| 2. | (B) Breakout (Live) |  |

## Charts
| Charts (1984)     | Position |
| ----------------- | -------- |
| Billboard Hot 100 | 39       |